# Els Pavesos

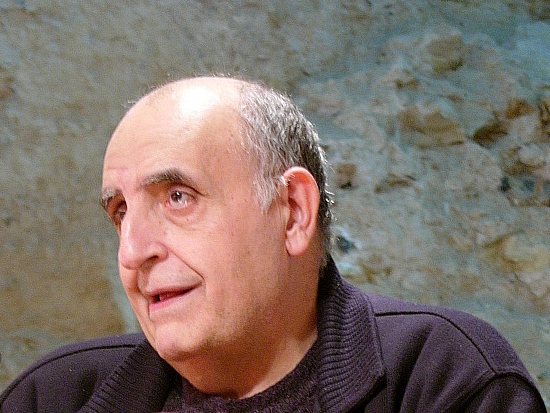
Joan Monleón, vocalista del grup.

Els Pavesos va ser un grup de música popular nascut a València a principi dels anys 70 en la Falla Corretgeria - Bany dels Pavesos (d'on li ve el nom) de Ciutat Vella, quan un grup de fallers encapçalat per Joan Monleón començà a oferir representacions i cantar cançons populars als seus companys, fins que a poc a poc anaren actuant en unes altres falles i es professionalitzaren, oferint una curta però interessant discografia.
El grup es movia al voltant de la personalitat de Joan Monleón i basava el seu repertori en la descontextualització del folklore valencià, sovint des d'un punt de vista satíric, amb una posada en escena lúdica i espectacular d'estètica fallera on les disfresses i els focs d'artifici eren una constant. El 1976 va participar en la segona edició del Canet Rock.

## Discografia
- A la nostra gent (1976): versions de cançons populars valencianes
- El pardal de Sant Joan... i la bolseria (1978): amb preludi de Joan Fuster
- València - Estambul- Konstantinòpolis (1979): el disc més exòtic, amb versions de Brel i col·laboració de Pi de la Serra
- Borumballes falleres (1981): disc temàtic de repertori explícitament faller